# Zerwanie/Rewolucyjny Front Lewicy
Zerwanie/Rewolucyjny Front Lewicy (port. Frente da Esquerda Revolucionária, Ruptura/FER) – portugalska trockistowska partia polityczna. Partia została założona w 1983 roku. Ugrupowanie wchodzi w skład Międzynarodowej Ligi Robotniczej, wywodzącej się z IV Międzynarodówki. Partia w 2011 roku została wykluczona z koalicji Blok Lewicy.